# Grachtenracer
Grachtenracer is een racespel, ontwikkeld door Lost Boys Interactive en uitgegeven door Davilex Games. Het spel is alleen uitgegeven voor op de PC.
Grachtenracer is een uniek racespel waarbij men met volle snelheid door Amsterdam en Venetië racet.
De speler kan kiezen tussen Championship, Quickrace en Sightseeing.
- Championship houdt in dat de speler moet racen om uiteindelijk de kampioen te worden. Hierbij worden dan ook statistieken bijgehouden.
- Bij Quickrace is het echter dat er geen statistieken bijgehouden worden. De speler kiest gewoon in welke stad, welke race en met wie.
- Sightseeing is een vrije rondvaart. Hier is het niet de bedoeling om te racen, maar om de omgeving te verkennen, om zo het parcours te leren kennen.

Men kiest in dit spel niet een type boot, maar een personage waaraan een boot verbonden zit.
Een mogelijkheid is om bijvoorbeeld door Venetië te racen met cap'n Ahab. De speler krijgt 3 tegenstanders en het is de bedoeling om voor de anderen te eindigen.

## Personages
- Cap'n Ahab
- Esther
- Peder
- Shirley
- Schnelle Olga
- Joe Average
- Plenty
- Shaft
- Vinnie
- Belli die Veloce

## Delen
- Amsterdam
- Mokum
- Venetië
- Venetië Finale

## Trivia
Als promotie van de film De schippers van de Kameleon werd door Calvé en T-Mobile het computerspel De Schippers van de Kameleon uitgebracht, dat gratis bij een grote pot Calvé pindakaas zat. In feite ging het om een aangepaste versie van Grachtenracer, met de boten en personages uit de film. Ook werd er niet door grachten geracet maar over de Friese meren.